# Landesregierung van Staa II
Die Landesregierung van Staa II bildete die Tiroler Landesregierung von 2003 bis 2008 und folgte der Landesregierung van Staa I nach. Die Mitglieder der Landesregierung wurden am 21. Oktober 2003 angelobt. Nach der Landtagswahl in Tirol 2008 wurde die Landesregierung van Staa II von der Landesregierung Platter I am 1. Juli 2008 abgelöst. Landeshauptmann war während der kompletten Gesetzgebungsperiode Herwig van Staa. 
Im Dezember 2006 kam es zu einer großen Regierungsumbildung. Nach dem Rücktritt von Finanzlandesrat Ferdinand Eberle und Soziallandesrätin Christa Gangl traten auch Landwirtschaftslandesrat Konrad Streiter und Bildungslandesrat Sebastian Mitterer zurück. Infolge der Regierungsumbildung kam es auch zu einer teilweisen Umverteilung der Geschäftsfelder. Hannes Gschwendtner trat seine Ressorts an Hans Lindenberger ab und übernahm im Gegenzug das Sozialressort von Christa Gangl und das Sportressort von Landesrätin Elisabeth Zanon. Vom scheidenden Landeshauptmann-Stellvertreter übernahm Landeshauptmann van Staa das Finanzressort, das wichtige Geschäftsfeld Land- und Forstwirtschaft wurde dem neuen Landesrat Anton Steixner zugeteilt. Die Geschäftsfelder Wirtschaft und Wasserrecht übernahm der neue Landesrat Johannes Bodner. Der neue Landesrat Erwin Koler übernahm weitgehend die Agenden des zurückgetretenen Landesrates Sebastian Mitterer und erhielt zudem den Bereich Kultur, der zuvor von van Staa betreut worden war. Die Geschäftsfelder von Landesrat Konrad Streiter wurde zwischen verschiedenen Regierungsmitgliedern aufgeteilt. 

## Regierungsmitglieder
| Amt                                                     | Name               | Partei | Geschäftsfelder |
| ------------------------------------------------------- | ------------------ | ------ | --- |
| Landeshauptmann                                         | Herwig van Staa    | ÖVP    | Finanzen, Tourismus, Förderungen nach dem Raumordnungsschwerpunktprogramm, Landesgedächtnisstiftung, Landesbeteiligungen (Brenner Basistunnel, TIWAG, Tirol Werbung) |
| 1. Landeshauptmann-Stellvertreterin                     | Elisabeth Zanon    | ÖVP    | Gesundheit, Gesellschaft, Wohnbauförderung, Arbeitnehmerförderung, Aufsicht über die Personalvertretungen                                                            |
| 2. Landeshauptmann-Stellvertreter                       | Hannes Gschwentner | SPÖ    | Soziales, Sport |
| Landesrat                                               | Johannes Bodner    | ÖVP    | Wirtschaft, Wasserrecht, Wasserwirtschaft, Energiewesen, Raumordnung/Baurecht, Gesellschaften und Beteiligungen des Landes                                           |
| Landesrätin                                             | Anna Hosp          | ÖVP    | Personal, Gemeindeangelegenheiten, überörtliche Raumordnung, Naturschutz, Staatsbürgerschaft                                                                         |
| Landesrat                                               | Erwin Koler        | ÖVP    | Bildung, Berufsschulen, Universitäten, Fachhochschulen, Kultur |
| Landesrat                                               | Hans Lindenberger  | SPÖ    | Umweltschutz, Abfallwirtschaft, europäische Verkehrspolitik, Kraftfahrwesen, Straßenverwaltungsrecht                                                                 |
| Landesrat                                               | Anton Steixner     | ÖVP    | Land- und Forstwirtschaft, Öffentlicher Personennahverkehr, Sicherheit, Zivil- und Katastrophenschutz, Feuerwehrwesen, Infrastruktur, Straßen- und Hochbau           |
| Vorzeitig ausgeschiedene Mitglieder der Landesregierung |                    |        | |
| 1. Landeshauptmann-Stellvertreter                       | Ferdinand Eberle   | ÖVP    | Finanzen, Umweltschutz, Naturschutz, Bergwacht, Siedlungswasserwirtschaft, Jagd, Forstrecht, Wasserrecht, Energiewesen, Kraftfahrlinien                              |
| Landesrätin                                             | Christa Gangl      | SPÖ    | Soziales, Jugendwohlfahrt, Flüchtlingswesen, Sozialversicherungswesen                                                                                                |
| Landesrat                                               | Sebastian Mitterer | ÖVP    | Pflichtschulen, Universitätsangelegenheiten, Fachhochschulen, Jugendschutz, Jugend-, Familien- und Seniorenpolitik                                                   |
| Landesrat                                               | Konrad Streiter    | ÖVP    | Raumordnung und Grundverkehr, Gemeindeangelegenheiten, Berufsschulen                                                                                                 |